# Bimeria fluminalis
Bimeria fluminalis är en nässeldjursart som beskrevs av Annandale 1915. Bimeria fluminalis ingår i släktet Bimeria och familjen Bougainvilliidae. Inga underarter finns listade i Catalogue of Life.